# 全日本カバディ選手権大会
全日本カバディ選手権大会（ぜんにほんカバティせんしゅけんたいかい）は、日本カバディ協会が主催する、年に4回ある日本のカバディ国内大会で最高峰の大会である。次年度の、日本代表候補選考会も兼ねている。
1989年から毎年数回開催されている。
YouTubeで大会の模様をライブ配信しており、試合ごとの動画も投稿されている。